# Jean-Michel Grandmont
Jean-Michel Grandmont, né le 22 décembre 1939 à Toulouse, est un économiste français. Il est actuellement professeur émérite au CREST (École nationale de la statistique et de l'administration économique et École polytechnique). Il appartient à la tradition française des ingénieurs économistes. Dans une série d'articles durant les années 1970, il a introduit la monnaie dans le modèle d'équilibre général. Cette partie de son travail est présentée dans le livre Money and Value. Ce faisant il a contribué au développement de l'équilibre général temporaire (voir Temporary Equilibrium, Selected Readings). Enfin, il a contribué au développement des modèles macroéconomiques avec des dynamiques non linéaires (voir le livre Nonlinear Economic Dynamics). Il travaille actuellement sur la question de l'agrégation des préférences.

## Études et début de carrière
Ancien élève de l'École polytechnique (promotion 1960, rang de sortie 10e) et de l'École nationale des ponts et chaussées, il a débuté comme chargé de recherche au CERMAP (Centre d'études et de recherches mathématiques appliquées à la planification). En septembre 1968, il rejoint l'université de Californie à Berkeley où il commence une thèse sous la direction de Gérard Debreu. Sa dissertation déposé, en septembre 1970, il revient en France et retrouve son poste au CERMAP devenu le CEPREMAP (Centre d'études prospectives et de recherches en économie mathématique appliquée à la planification). Il obtient officiellement son Ph.D. en 1971. Son comité était composé de Gérard Debreu,  David Gale, et Roy Radner.

## Distinctions et responsabilités

### Responsabilités
- Econometrica :
  - Éditeur associé : de 1976 à 1983
- Journal of Economic Theory :
  - Éditeur associé : de 1973-présent
- Journal of Mathematical Economics :
  - Éditeur associé : de 1973 à 1985
- Journal of Economic Dynamics and Control :
  - Éditeur associé : de 1994-présent
- Fundamentals of Pure and Applied Economics
  - Éditeur « Macroeconomic Theory » : de 1982-présent
- Encyclopedia of Economics :
  - Éditeur « Macroeconomic Theory » : de 1982-présent
- Econometric Society Monograph Series in Pure Theory, Cambridge University Press :
  - Éditeur : de 1984-1989
- Econometric Society : 
  - Membre : 1974
  - Membre du Conseil : de 1977 à 1983 puis de 1984 à 1991
  - Membre du comité exécutif : de 1984 à 1991
  - Membre du comité du programme "European Meetings" : 1973, 1974, 1976, 1978,
  - Président du comité de nomination des membres : 1980
  - Vice-président : 1988
  - Président :  1990
  - Président du comité de nomination du vice-président : 1994
  - World Congress, Lecture : 1975
  - Walras Bowley Lecture : 1984
- European Economic Association : 
  - Member : de 1986-présent
- Association française de sciences économiques : 
  - Membre : de 1987-présent
  - Membre du Conseil : de 1992-présent
- International Economic Association :
  - Membre du comité exécutif : de 1992 à 1999
- Oxford University :
  - Clarendon lecturer : 1987
- Fondation de France :
  - Membre du Conseil-Scientifique : de 1984 à 1990
- American Economic Association :
  - Member honoraire : de 1989-présent
- Academia Europaea :
  - Membre : de 1989-présent
- Académie américaine des arts et des sciences :
  - Membre étranger honoraire : de 1992-présent

### Distinctions
- Docteur honoris causa de l'université de Lausanne, 1990
- Alexander von Humboldt Research Award, 1992
- Officier de l'ordre des Palmes académiques, Ministère de l'Éducation nationale (France), 1995
- Chevalier de la Légion d'honneur, 2004
- Docteur honoris causa de l'université Keiō, 2007

## Principales publications

### Livres
- Money and Value, Econometric Society Monographs, Cambridge University Press, 1983 ; Édition française, Economica, 1986.
- Nonlinear Economic Dynamics (éd.), Academic Press, 1987.
- Temporary Equilibrium. Selected Readings (éd.), Academic Press, 1988.

### Articles scientifiques
- Jean-Michel Grandmont, « Continuity properties of a von Neumann-Morgenstern utility », in Journal of Economic Theory, 4(1):45–57, 1972.
- Jean-Michel Grandmont and Yves Younès. On the Role of Money and the Existence of a Monetary Equilibrium. Review of Economic Studies, 39(3):355–372, 1972.
- Jean-Michel Grandmont and Yves Younès. On the efficiency of a monetary equilibrium. Review of Economic Studies, 40(2):149–165, 1973.
- Jean-Michel Grandmont and Guy Laroque. Money in the pure consumption loan model. Journal of Economic Theory, 6(4):382–395, 1973.
- Jean-Michel Grandmont and Guy Laroque. On money and banking. Review of Economic Studies, 42(2):207–236, 1975.
- Jean-Michel Grandmont and Guy Laroque. The liquidity trap. Econometrica, p. 129–135, 1976.
- Jean-Michel Grandmont and Guy Laroque. On temporary Keynesian equilibria. Review of Economic Studies, 43(1):53–67, 1976.
- Jean Michel Grandmont. Temporary general equilibrium theory. Econometrica, 45(3):535–572, 1977.
- Jean-Michel Grandmont. Intermediate preferences and the majority rule. Econometrica, 46(2):317– 330, 1978.
- Jean-Michel Grandmont, Guy Laroque, and Yves Younès. Equilibrium with quantity rationing and recontracting. Journal of Economic Theory, 19(1):84–102, 1978.
- Jean-Michel Grandmont. On endogenous competitive business cycles. Econometrica, 53(5):995–1045, 1985.
- Jean-Michel Grandmont. Stabilizing competitive business cycles. Journal of Economic Theory, 40 (1):57–76, 1986.
- Jean-Michel Grandmont and Guy Laroque. Stability of cycles and expectations. Journal of Economic Theory, 40(1):138–151, 1986.
- Jean-Michel Grandmont and Pierre Malgrange. Nonlinear economic dynamics: Introduction. Journal of Economic Theory, 40(1):3–12, 1986.
- Jean-Michel Grandmont. Distributions of Preferences and the “Law of Demand”. Econometrica, 55 (1):155–161, 1987.
- Jean-Michel Grandmont. Transformations of the commodity space, behavioral heterogeneity, and the aggregation problem. Journal of Economic Theory, 57(1):1–35, 1992.
- Jean-Michel Grandmont. Expectations formation and stability of large socioeconomic systems. Econometrica, 66(4):741–781, 1998.
- Jean-Michel Grandmont. Introduction to market psychology and nonlinear endogenous business cycles. Journal of economic theory, 80(1):1–13, 1998.
- Jean-Michel Grandmont, Patrick Pintus, and Robin De Vilder. Capital–labor substitution and com- petitive nonlinear endogenous business cycles. Journal of Economic Theory, 80(1):14–59, 1998.

## Tribunes
- Guy Laroque, « Tribute to Jean-Michel Grandmont », in International Journal of Economic Theory, 2 (3-4):175–179, 2006.
- Laurent Linnemer & Michael Visser, « Jean-Michel Grandmont: Not Playing Second Fiddle », in Annals of Economics and Statistics, GENES, issue 130, 2018, p. 1-34.